# Jean-Loup Waldspurger
Jean-Loup Waldspurger (1953) é um matemático francês.
Trabalha com o programa de Langlands e áreas correlatas.
Waldspurger obteve o doutorado na Escola Normal Superior de Paris em 1980, orientado por Marie-France Vignéras. Foi laureado com o Clay Research Award de 2009, por seus resultados em análise p-ádica.